# 르네 영

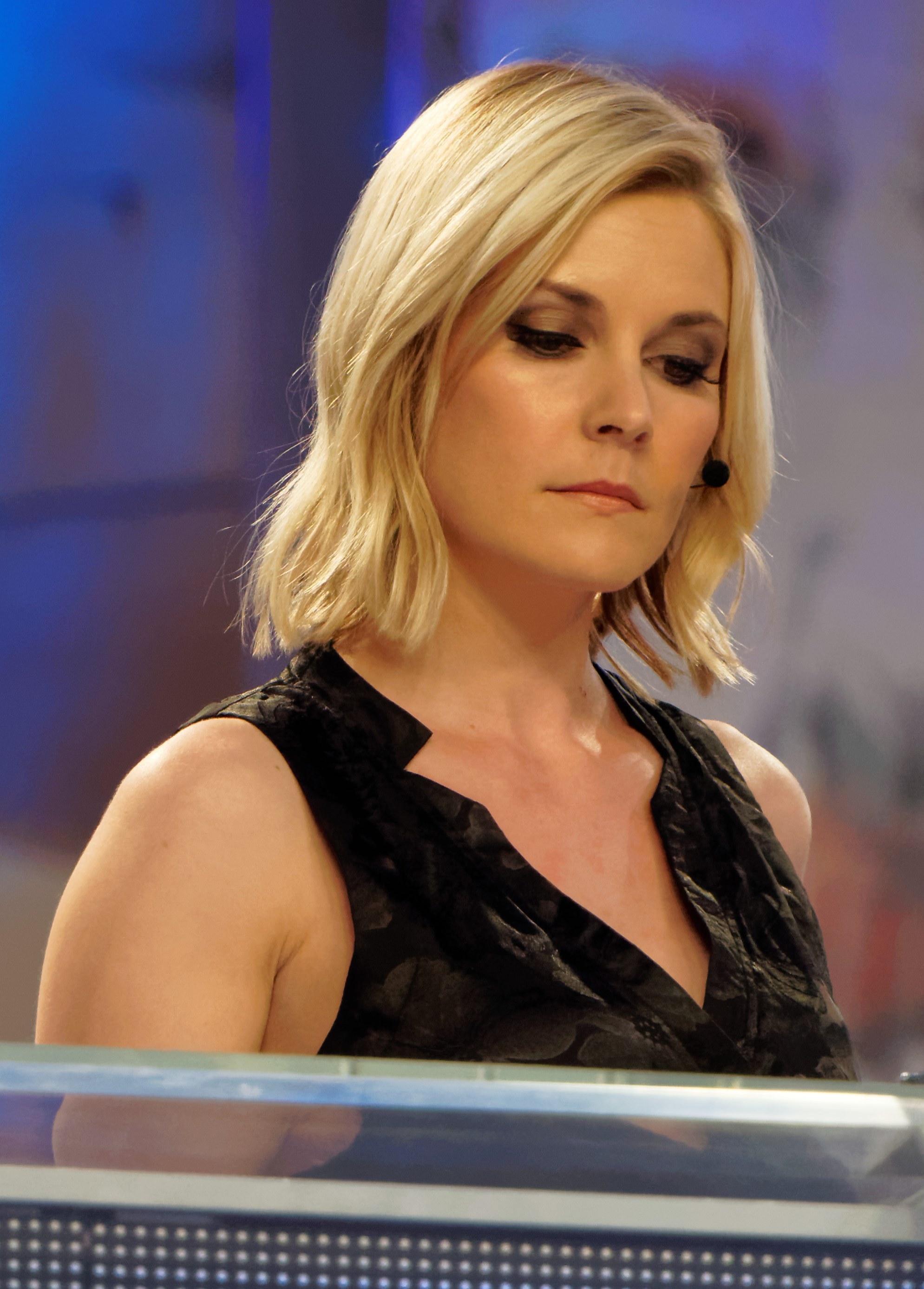
르네 영 (2015년)

르네 영(Renee Young, 1985년 9월 19일 ~ )은 캐나다의 스포츠 방송인으로, 여자 WWE 해설로 맡고 있다. 본명이 르네 굿(Renee Good)다. 키는 165cm다. 어릴적부터 모델로서 활동해왔다. 대학교에 진학한 뒤 즉흥 코미디 연습을 받기도 했고 이후 각종 광고, 영화, 뮤직 비디오의 오디션을 보며 활동했다. 이후 스포츠넷 360이란 방송국에서 레슬링 관련 업무를 보기 시작한다. 2012년 WWE에 입사하여 2013년 3월에 마침내 스크린에 처음으로 모습을 드러내기 시작이다. 스맥다운, RAW, NXT를 가리지 않고 인터뷰어로 활동한다. 이후 JBL쇼에 나오며 활동하기 시작했고 그외에도 PPV 프리쇼를 진행하고 있다. 현재 WWE 네트워크가 출범하면서 그와 관련된 방송도 여러 가지 진행하는 등 경기 외적인 다양한 분야에서 활동하고 있는데, 여성이 인터뷰와 방송 진행 등 여러 가지를 한꺼번에 종횡무진 활약하는 케이스는 꽤 드문 편이다. 이에 비견할 만한 과거의 디바들로는 써니, 아이보리, 미시 하이엇 등이 있다. 그외에도 NXT와 슈퍼스타즈에서 해설로서 활동을 하고 있는 중이다. 2015년 들어서는 NXT에서는 더 이상 활동하지 않고, WWE 메인쇼에서만 활동하고 있다. 매 PPV마다 프리쇼에서 메인 캐스터로 코리 그레이브즈, 제리 롤러, 부커 T등과 토크쇼를 진행한다. 2018년 8월 13일 RAW부터는 정식으로 RAW의 해설진에 참가, WWE 최초의 메인쇼 여성 해설자가 되었다.